# Jiguang Shuiku
Jiguang Shuiku (kinesiska: 继光水库) är en reservoar i Kina. Den ligger i provinsen Sichuan, i den sydvästra delen av landet, omkring 74 kilometer öster om provinshuvudstaden Chengdu. Jiguang Shuiku ligger 477 meter över havet. Arean är 5,2 kvadratkilometer. Trakten runt Jiguang Shuiku består till största delen av jordbruksmark. Den sträcker sig 4,4 kilometer i nord-sydlig riktning, och 7,1 kilometer i öst-västlig riktning.
Genomsnittlig årsnederbörd är 1 192 millimeter. Den regnigaste månaden är juli, med i genomsnitt 319 mm nederbörd, och den torraste är december, med 6 mm nederbörd.